# 18851 Winmesser
18851 Winmesser este un asteroid din centura principală de asteroizi.

## Descriere
18851 Winmesser este un asteroid din centura principală de asteroizi. A fost descoperit pe 7 septembrie 1999 la Socorro, New Mexico, în cadrul proiectului LINEAR. Asteroidul prezintă o orbită caracterizată de o semiaxă mare de 2,38 ua, o excentricitate de 0,17 și o înclinație de 3,6° în raport cu ecliptica.